# الرقابة على فيسبوك
حجبت العديد من البلدان موقع التواصل الاجتماعي فيسبوك، وتشمل هذه البلاد الصين وإيران وكوريا الشمالية، كما قُيد أيضاً استخدام الموقع بطرق أخرى في بلاد أخرى.
كانت الصين وإيران وكوريا الشمالية هم البلاد الوحيدة التي حجبت إمكانية الوصول إلى فيسبوك على مدار الساعة، بحلول مايو 2016، ومع ذلك، يُمكن القول أن الصين وإيران هم البلاد الوحيدة التي تحجب فيسبوك بطريقة كاملة، حيث أن معظم سكان كوريا الشمالية لا يُمكنهم استخدام الإنترنت.

## الرقابة حسب الدولة

### بنجلاديش
حجبت بنجلاديش فيسبوك لفترة قصيرة من الزمن، لتصبح الدولة الرابعة بين الصين وإيران وكوريا الشمالية. أعلن حزب رابطة عوامي الذي يقود حكومة بنجلاديش ‏، عن حجب فيسبوك ومواقع تواصل اجتماعي أخرى عبر البلاد.
اقترحت رئيسة الوزراء الشيخة حسينة تأسيس لجنة الراقبة على الإنترنت بمساعدة أجهزة الاستخبارات البنجلاديشية، وقبل حجب الحكومة لمواقع التواصل الاجتماعي،  كانت أحزاب اليمين وجماعات أخرى في بنجلاديش وأخرين يُعتبروا تكفيريين، مدونيين محتجين.
قُتل ثمانية علمانيين بواسطة متطرفين في هجمات المتطرفين المسلمين في بنجلاديش ‏. كان من ضمنهم المدون أحمد رجب حيدر ‏، الذي تلقى طعنة قاتلة في فبراير 2013.
قتلت أعمال الشغب خلال محاكمات جرائم الحرب في البلاد، 56 شخصاً بين 19 يناير 2013 و2 مارس 2013.
حجبت حكومة عوامي فيسبوك مرة أخرى في 18 نوفمبر 2015، عشية المحاكمة النهائية لكل من علي احسان محمد مجاهد زعيم الجماعة الإسلامية البنجلاديشية، وصلاح الدين قادر تشودري زعيم الحزب الوطني البنجلاديشي.
أصدرت محكمة مجرمي الحرب حكمها بالإعدام على سياسيين ووزير سابق، وأُيد الحكم بواسطة مجلس مراجعة المحكمة العليا البنجلاديشية.
رفعت الحكومة البنجلاديشية الحظر عن فيسبوك في 20 ديسمبر 2015، وذلك بعد استمراره لمدة 22 يوم فقط. لم يكن هذا الحظر إلا للسيطرة على الموقف، حيث انتشرت العديد من الشائعات عبر مواقع التواصل الاجتماعي خلال الأزمة السابقة. وسَعِدَ مستخدمي الموقع مرة أخرى برفع الحظر.

### الصين
حُجِب فيسبوك في الصين بعد أعمال شغب أورومتشي في يوليو 2009، وذلك بسبب استخدام نشطاء استقلال شينجيانغ (حركة استقلال تركستان الشرقية) لفيسبوك كجزء من شبكة تواصلهم.
اعتقد أيضاً بعض المستخدمين الصينيين أن فيسبوك لم يكن لينجح في الصين بعد مشاكل جوجل الصين (انظر: عملية أورورا).
يحتوي موقع التواصل الاجتماعي الشعبي رينرين العديد من المميزات المشابهة لفيسبوك، ويتفق مع اللوائح الحكومية لجمهورية الصين الشعبية بخصوص ما يتعلق بترشيح المحتوى.
كانت هناك تقارير بحلول 20 أغسطس 2013 عن رفع الحظر جزئياً عن فيسبوك في الصين، لكن طبقاً لموقع «محظور في الصين»، فإن فيسبوك مازال محجوباً، ومع ذلك فإنه يُمكن استخدامه في هونج كونج وتايوان.
يُمكن الدخول إلى فيسبوك في منطقة شنغهاي للتجارة الحرة ‏.

### مصر
حُجِبَ فيسبوك في مصر لأيام قليلة خلال ثورة 25 يناير 2011.

### ألمانيا
بدأت السلطات الألمانية مناقشة حظر الأحداث المنظمة على فيسبوك في يوليو 2011. استند قرار المناقشة على العديد من حالات الاكتظاظ لأناس لم يتم دعوتهم في الأساس.
كمثال لحالة واحدة، حضر 1600 ضيف عيد الميلاد السادس عشر لفتاة من هامبورج، نشرت حدث لعيد ميلادها على فيسبوك وفعلت الخصوصية لوضع العام عن طريق الخطأ.
انتشر أكثر من 1000 شرطي للسيطرة على الحشد بعد تقارير بالازدحام الشديد. أُصيب ضابط شرطة وأُلقي القبض على 11 مشارك في الحدث بتهمة الاعتداء وتدمير الممتلكات ومقاومة السلطات. أُلقي القبض على 41 شاب وأُصيب 16 آخرين على الأقل في حدث اكتظاظ (ازدحام شديد) آخر غير متوقع.
جرت مناقشة واسعة على مواقع التواصل الاجتماعي في عام 2015 خلال أزمة اللاجئين، ودخول عدد كبير من المهاجرين إلى البلاد بشكل غير منظم. جرت المناقشة حول مشاكل الهجرة الكثيفة والسياسات الفعلية للحكومة للتعامل مع ذلك.
بدأت حملة في هذه المناقشة لاجبار فيسبوك لمحو خطاب الكراهية اليميني. كُلفت شركة برتلسمان المسماة «أرفاتو» في بداية عام 2016، بمسح التعليقات والمحتويات من فيسبوك.
تُعتبر القواعد والإجراءات الخاصة بتلك الرقابة، بالإضافة إلى القاعدة القانونية غير واضحة حتى اللحظة (يناير 2016).

### إيران
حُجٍبً فيسبوك في إيران بعد الإنتخابات الرئاسية في عام 2009، خوفاً من تَكون حركات معارضة على الموقع، ومع ذلك، وبعد مرور أربع سنوات على الحظر، اعتُقد أن الحظر على فيسبوك وتويتر قد رُفِع دون ملاحظة أحد.
فقد الإيرانيون إمكانية الدخول غير المقيد إلى فيسبوك في اليوم التالي، مما دفع كثيرون للتساؤل حول إن كان رفع الحظر متعمداً، أما كان بسبب خلل فني.

### ماليزيا
حُجِبَ فيسبوك في ماليزيا لأيام قليلة خلال ثورة 25 يناير 2011 المصرية.

### مورشيوس
طالبت سلطة تقنيات الاتصالات والمعلومات في مورشيوس، مزودي خدمة الإنترنت في الدولة بحجب فيسبوك فوراً في 8 نوفمبر 2007،  بسبب صفحة شخصية مزيفة لرئيس الوزراء على فيسبوك. رُفِع الحظر عن الموقع في اليوم التالي.

### المغرب
أُلقي القبض على المواطن المغربي فؤاد مرتضى في 5 فبراير 2008، بسبب إنشائه لحساب مزيف على فيسبوك لرشيد بن الحسن أمير المغرب.

### كوريا الشمالية
بدأت كوريا الشمالية بحجب الفيسبوك منذ أبريل 2016، وأكد هذا التحرك قلقها حول انتشار المعلومات على الإنترنت. كما ستُعاقب أي أحد يحاول الدخول إلى فيسبوك، حتى وإن كان بتصريح.

### سوريا
أوضحت الحكومة السورية سبب حظرها لفيسبوك، مدعية بأن الموقع يشجع الهجوم على السلطات. كما عبرت الحكومة عن خوفها من الاختراق الإسرائيلي للحسابات السورية على فيسبوك. استخدم السوريون فيسبوك أيضاً لانتقاد الحكومة، حيث أن الانتقاد العلني للحكومة السورية يُعاقب بالحبس.
رُفع الحظر عن فيسبوك في فبراير 2011 من جهة كافة مزودي خدمات الإنترنت، واستمر الموقع متاحاً لكن تم محاولة اختراق حسابات الناشطين و مراقبة مستخدمي الفيسبوك من قبل المخابرات السورية و وزارة الاتصالات.

### العراق
حظرت السلطات العراقية موقع فيسبوك بسبب أحداث المظاهرات في 1 تشرين الأول/ أكتوبر 2019، وكذلك تم حظر مواقع التواصل الإجتماعي وقطع خدمة الإنترنت في جميع أنحاء البلاد بإستثناء إقليم كردستان.

### طاجيكستان
قامت طاجيكستان بحجب فيسبوك في نوفمبر 2012، استجابة لتعليقات نُشرت على الموقع تنشر معلومات كاذبة وتُشهر بالرئيس إمام علي رحمان ومسئولين آخرين.

### المملكة المتحدة
حُذفت أو عُطِلت العديد من المجموعات السياسية على فيسبوك في المملكة المتحدة في 28 أبريل 2011، كجزء من حملة واسعة عبر البلاد لفرض النظام على النشاط السياسي، وذلك قبل يوم من زفاف الأمير ويليام وكاثرين ميدلتون. كانت هذه المجموعات والصفحات متعلقة بمعارضة سياسة الحكومة بخصوص خفض الإنفاق، واستُخدم العديد منها لتنظيم مظاهرات استمراراً لاحتجاجات طلاب المملكة المتحدة في عام 2010 ‏.
تزامنت رقابة هذه الصفحات مع سلسلة من القبض الاستباقي لناشطين معروفين. كان من ضمن المعتقلين فرقة مسرح شارع، تخطط لأداء قطع رأس تمثال يعبر عن معارضتها للنظام الملكي.
قال المتحدث باسم فيسبوك أن الصفحات أُغلقت كجزء من عملية تمشيط روتينية، بسبب إنشائها بحسابات شخصية مزيفة مما يُعتبر انتهاكاَ لشروط خدمة الشركة. تُمثل العديد من صفحات فيسبوك الشخصية قضايا في هذه الحالة، وليس أشخاص حقيقين.
عرضت فيسبوك مساعدتها لتحويل الحسابات التي أُنشئت لتمثل شركات أو مجموعات أو قضايا، إلى صفحات.
تابع متحدث فيسبوك حديثه، وقال أن مبعوث الشرطة لم يطلب من فيسبوك بحذف هذا المحتوى.

### فيتنام
حُجِبَ فيسبوك في فيتنام لمدة أسبوعين في مايو 2016، بسبب احتجاجات فيت تان ‏ (فيتنام تان: تعني حزب إصلاح فيتنام، وهم شبكة من الأفراد في فيتنام وحول العالم، تهدف لترسيخ الديمقراطية وإصلاح فيتنام عبر الوسائل السلمية والسياسية).